# 戦隊大失格
『戦隊大失格』（せんたいだいしっかく）は、春場ねぎによる日本の漫画作品。『週刊少年マガジン』（講談社）にて、2021年10号から連載中。

## 沿革
2020年10月27日、春場は『週刊少年マガジン』にて新連載予定の新作（表題は未公開）のために、在宅のレギュラーアシスタントを募集。2020年12月23日、本作が『週刊少年マガジン』で連載されることを発表。連載開始前の2021年1月28日、春場の作品『五等分の花嫁』の公式Twitterにて、本作のPVが公開される。PVでは同作で四葉役を務めた佐倉綾音がナレーションを担当。同年2月3日発売の同誌10号より、連載を開始。
2022年2月3日、本作の連載1周年と単行本の第4巻発売を記念して、『五等分の花嫁』のゲームアプリ『五等分の花嫁 五つ子ちゃんはパズルを五等分できない。』にてコラボレートし、イベントが開催された。

## あらすじ
竜神戦隊ドラゴンキーパー（通称・大戦隊）と悪の怪人軍団が繰り広げている13年間の死闘は、やらせの茶番劇だった。ほかの星から侵略してきてわずか1年で大戦隊に屈服して、以降は民衆の前で敗北を演じ続けているのがその実。
そんな隷従させられ続ける日々から脱出して反旗を翻すべく、戦闘員Dは大戦隊に潜入するのであった。
序章
第1巻 - 第2巻
大戦隊を倒すことを目的として、戦闘員Dは人間に擬態して組織に潜入する。
錫切夢子の力も借りながら、朱鷺田隼やレッドキーパーを欺き、赤の神具の奪取に成功する。
その後、偵察しに来た碧流亜乱と対峙してしまうが、桜間日々輝と協力して「入れ替わり作戦」を実行し、またも敵を欺く。以降、戦闘員Dは「潰す」ことを目的に桜間に成り代わり大戦隊に潜入する。桜間日々輝は「正す」ことを目的に大戦隊を離れる。この戦いを経て戦友となった2人だったが、互いの絆の力を胸に、別々の道を歩み始めるのであった。
パイロンの巣編
第2巻 - 第6巻
桜間日々輝に擬態した戦闘員Dは「五色」の正隊員に選ばれるため、地下の訓練施設パイロンの巣にて他の候補生たちと死闘を繰り広げる。
そんな中、各部隊従一位との対決や、怪人幹部ペルトロラの襲撃、ブルーキーパーとの直接対決が彼の前に立ちはだかる。
グリーン部隊編
第6巻 - 第8巻
桜間日々輝に擬態して無事に試験に合格した戦闘員Dは、裏怪人討伐専門のグリーン部隊に配属された。
幻覚を操る怪人幹部マガティアの情報を聞きつけ、廃校へ向かったグリーン部隊。果たして、Dたちはループする学園の日常から抜け出して、幹部を倒すことができるのか。
怪人保護協会編
第8巻 - 第14巻
薄久保薬師率いる怪人保護協会が世間を扇動し、勢力を拡大し始める。
大戦隊の解体を目論んでいるが、戦闘員Dは果たしてどう動くのか。
「戦保怪戦」が勃発し、これまでの物語が収束してクライマックスを迎え、ひとつの区切りが打たれる。
新戦隊編
第14巻 -
戦保怪戦から半年。大戦隊に存在を消されたはずの赤刎創星は一命をとりとめていたが、記憶喪失となってしまっていた。かつての自分を知るために、桜間日々輝率いる新戦隊に潜入する。

## 用語解説
悪の怪人軍団
13年前、地球を侵略するため侵来したとされていた軍団。実際にはイエローキーパー・黄理谷真夜が生み出した存在。
幹部と戦闘員（通称・ダスター）から構成されている。
怪人は不死身だが、唯一「神具」にだけその身を滅ぼされる。
戦闘員
通称ダスター。
13年前、幹部によって作り出されたとされていた生命体。その1年後、ドラゴンキーパーによって幹部が全滅（大戦隊からそう吹聴されていただけに過ぎず、実際には幹部は全滅していなかった）した後、互いを識別するためにアルファベットで呼び合うようになった。
怪人幹部
人間の皮を奪い、人に成り代わる擬態能力を持っている。
竜神戦隊ドラゴンキーパー
悪の怪人軍団から人類から守る戦隊。レッドキーパー、ブルーキーパー、イエローキーパー、グリーンキーパー、ピンクキーパーの5人を中心に構成されている。また、5人はそれぞれの部隊を率いている。
大戦隊（だいせんたい）　
ドラゴンキーパーが率いる組織の通称。
怪人討伐を主として、清掃活動、イベントの警備、警察と連携した事件・トラブルの解決など、多岐に渡る職務を行っている。
天ノ川市には本部とは別に駐屯地が複数点在しており、それぞれが各部隊の拠点となっている。
また、各部隊にはそれぞれ役割があり、レッド部隊は怪人討伐専門、ブルー部隊は管理育成専門、イエロー部隊は研究開発専門、グリーン部隊は街に潜む怪人幹部を捜索する裏怪人討伐専門、ピンク部隊は現場の事後処理や情報操作を請け負う後方支援専門となっている。
また、各部隊にはそれぞれドラゴンキーパーと上位5名に位階が与えられており、その者は位階持ちと呼ばれている。
ドラゴンキーパーが正一位、以下、位階の高い順に従一位、正二位、従二位、正三位、従三位。それ以外の隊員は無位階とされ、5色の部隊に配置すらされていない候補生は通称「無色」と呼ばれている。
位階は正一位による指名制。正一位も、殉職や引退などにより襲名制となっている。
神具（しんぐ）
開戦から1年でイエロー部隊によって開発された、不死身の怪人を滅することができる武器。ドラゴンキーパー専用の変身アイテムでもある。
赤の神具、青の神具、黄の神具、緑の神具、ピンクの神具の全5種類で、それぞれ5つの穴が開いている構造になっており、カートリッジを挿すことによって様々な技を使えるようになっている。
以下の表が、現在判明しているカートリッジをまとめたものである。
| 赤の神具       | 青の神具   | 黄の神具 | 緑の神具     | 桃の神具   |
| -------------- | ---------- | -------- | ------------ | ---------- |
| 八岐大蛇       | 海坊主     | 月読命   | 保食神       | 天照大神   |
| 火之夜藝速男神 | 蛭子       | 天の羽衣 | 大国主神     | 思金神     |
| -              | 竜宮乙姫   | 建御雷神 | 少名毘古那神 | 天手力男神 |
| -              | 闇御津羽神 | 火雷大神 | 天津甕星     | -          |
| -              | 天之冬衣神 | -        | -            | -          |

古来より竜神に仕えていた巫女の一族・鈴桐家の血と骨から作られている。
「神具神降」という合言葉の通り、竜神の力を降ろして使う神がかり的なアイテムであり、それぞれ赤竜サラマンドラ、青竜レヴィアタン、黄竜ヨルムンガンド、緑竜ファーブニル、桃竜ナーガから力を借りている。しかしそれには、竜神パワーに耐えうる体に改造する適合手術が必要で、成功すれば人並みならぬ力を手にすることができるという（ただし5割の確率で失敗する）。
ドラゴンキーパー達は肌身離さず持っているが、怪人を殺してしまうことから「偽物の戦い」である日曜決戦には持っていくことができない。

神具レプリカ（しんぐレプリカ）
また、各部隊の位階持ちが所持することを許される、リーダーの神具の力を一部借りた武器。それぞれ１つだけ穴が開いており、リーダーの神具に挿さっているカートリッジを取り付けることで力を発揮する。ショットガンやピストル、リモコン、鎌の形を模していたりと、その形はさまざま。
古来より竜神に仕えていた巫女の一族・鈴桐家のクローンの血と骨から作られている。
神具レプリカver.2.0（しんぐレプリカver.2.0）
大戦隊を脱退して怪人保護協会に参画した橙代元正二位が作り出した、怪人保護協会側の神具。揃って球のような形をしており、身体に直接埋め込んで用いる。使用者は、薄久保天使、左山十字、右京楓、橙代大介、立花音呼、藍染小町。
古来より竜神に仕えていた巫女の一族・鈴桐家の生き残りである錫切夢子（本名・鈴桐六子）のクローンの血と骨から作られている。
日曜決戦（にちようけっせん）
13年前の開戦以来続く、「地上を襲う怪人をドラゴンキーパーが倒す」という名目で毎週日曜日に行われている興行ショー。スタジアムには大勢の観客が詰めかけ、テレビで中継されているほど。
しかし実際は茶番劇であり、12年前に幹部が壊滅した際に、「一般市民にやらせと悟られぬよう毎週日曜日に侵攻を続ける」という休戦協定を結ばされた戦闘員たちが半ば強制的に侵攻させられている台本ありのマッチポンプ。
ウロボロス
廃校舎を根城とする怪しいグループ。家庭や学校、社会などの争いの現実からはじかれた弱者の集まり。

## 登場人物
声の項はテレビアニメ版の声優、演の項は舞台版のキャスト。

### 悪の怪人軍団
戦闘員D
声 - 小林裕介 / 演 - 富永勇也
本作の主人公。悪の怪人軍団に所属する戦闘員。茶番劇の日々に嫌気が刺していた。日曜決戦に乱入し、台本にない攻撃をしたことでレッドキーパーに瞬殺されてしまうものの、改めて自分達が悪役ではないことを理解し、1人地上に残り、大戦隊に潜入した。そして日々輝の協力を得て「桜間日々輝（偽者）」として生活している。
XX（エクスズ）
声 - 羊宮妃那
戦闘員。浮遊城に残留せず幹部がやられた後も徹底抗戦を続ける誇り高き怪人少女。怪人保護協会理事。
XXという名前はペルトロラに名付けてもらった。
ペルトロラ
声 - 大塚芳忠
「酉」を担う怪人幹部。パイロンの巣を襲撃した幹部。錫切によって逃がされ、ブルーキーパー（青嶋庄吾）を殺しXXと共に姿を消した。
分身することができ、そのすべてが本体。
マガティア
声 - 石田彰
「巳」を担う怪人幹部。高度の幻覚を操る。自分を追ってきたグリーン部隊の隊員達を全滅させた過去を持つ。
ウロボロスでは、廃校舎を学校かのような幻覚を見せ、「校則」に違反したらループする世界を作り出していた。その際、西木有に化けて日々輝たちグリーン部隊と接していたが、のちに戦闘員Dによってその正体を見破られる。最終的にグリーンキーパーの緑の神具（少名毘古名神）によって討伐された。
戦保怪戦では、左山十字が自身にマガティアの怪人化剤を注射したことによって復活させられた。
フワリポン
声 - 遊佐浩二
「午」を担う怪人幹部。ライブ配信で同接2万を超える動画投稿者。
戦保怪戦では、ピンクキーパー（桜間世々良）と対峙し、彼女の首を落とした。七宝司に手で潰され討伐。亡骸は教会で発見された。
チャコブル / 騎偉寿（きぃす）
声 - 真白健太朗
「申」を担う怪人幹部。ヤケコカブと合体している。怪人保護協会と手を組んでおり、天ノ川中央動物園で紅倭を殺害した。
普段はリーゼントの男・騎偉寿として瑠憂那（ヤケコカブ）と共に人間社会に溶け込んでいた。ウロボロス跡地の廃校舎に肝試しに来ていて、怪獣に襲われそうになったところを桜間に助けられる。
戦保怪戦では、ブルーキーパー（蒼馬）と対峙した。その際、怪獣から命を助けてくれた紺野を守るなど、義理堅い一面も垣間見える。
「見ざる」と唱えると対象者は視界を奪われ、「動かざる」と唱えると対象者はその場から動けなくなる能力を持つ。
ヤケコカブ / 瑠憂那（るぅな）
声 - 阿部里果
「卯」を担う怪人幹部。チャコブルと合体している。怪人保護協会と手を組んでおり、天ノ川中央動物園で紅倭を殺害した。
普段は活発な天然女子・瑠憂那として騎偉寿（チャコブル）と共に人間社会に溶け込んでいた。ウロボロス跡地の廃校舎に肝試しに来ていて、怪獣に襲われそうになったところを桜間に助けられる。
戦保怪戦では、ブルーキーパー（蒼馬）と対峙した。その際、怪獣から命を助けてくれた紺野を守るなど、義理堅い一面も垣間見える。
アンデレガ
声 - 虎島貴明
「寅」を担う怪人幹部。13年前、ブルーキーパーによって討伐された。
自らに対する害悪を跳ね除ける聖域を作り出す力を持つ。聖域は敵意全てを反射することができるが、第三者に向けられた敵意の流れ弾は反射することができない。13年前、その弱点を青嶋と蒼馬に突かれたことで討伐された。
戦保怪戦では、右京楓が自身にアンデレガの怪人化剤を注射したことによって復活させられ、イエローキーパーと対峙した。
トドマスク
声 - 太田真一郎
「？」を担う怪人幹部。ドラゴンキーパーによって討伐された。
戦保怪戦では、立花音呼が自身にトドマスクの怪人化剤を注射したことによって復活させられ、グリーンキーパーと対峙した。
大怪人デスメシア
怪人幹部が復活させようとしている大怪人。レッドキーパー曰く、戦争1年目で大戦隊がデスメシアの復活を阻止していなければ、人類が滅んでいた未来もあったという。

### 竜神戦隊ドラゴンキーパー
レッドキーパー / 赤刎 創星（あかばね そうせい）
声 - 中村悠一 / 演 - 武子直輝
レッド部隊を率いる正一位の隊員。竜神戦隊ドラゴンキーパーのリーダー。
理想の上司ランキングでは10年連続1位に輝いており、親しみやすさと甘いマスクでファンも多い。しかし、怪人を馬鹿にしたり、自分の地位を脅かした側近の緋村を殺害するなど、世間のイメージとは裏腹の腹黒い一面を持つ。
戦闘員Dと対峙した際に神具を奪われるという失態を犯した（現在、神具は錫切の手に渡っている）。それ以来変身することもできなくなったため、わざわざただのスーツを着用する羽目になっている。
赤の神具は日本刀のような形をしているが、錫切に奪われた。そのため、彼自身の戦力の低下の要因になっている。
戦保談義でも衝動的な怒りを抑えきれず、カメラの前にもかかわらず、握手していた薄久保薬師の手を、握力で手首から切断した。
ブルーキーパー / 蒼馬 圭介（そうま けいすけ）
声 - 狩野翔 / 演 - 北村海
ブルー部隊を率いる正一位の隊員。
一時ブルー部隊を離職していたネガティブな長髪の男。金に目がない。レッドキーパーから新しいブルーキーパーとして大戦隊に引き戻そうとされるほどの実力者。
13年前の対アンデレガ戦では、「自身に向けられた害のみを反射するため、他人への攻撃の流れ弾はその限りでない」というアンデレガの能力の性質を生かして、囮を買って出た。当時のブルーキーパー・青嶋の槍の攻撃を見事避け、アンデレガを見事討伐した。この1件で、それまで冷たい態度を取られていた青嶋から認められることとなった。
その後、「自分は主演になれない」ことに気が付いて大戦隊を離職し、コンビニでバイトをしていたが、青嶋の殉職後、藍染によって引き戻される。
名前を冠した登場回は第98話「蒼馬圭介17歳」。
前任者は青嶋庄吾。詳細は#青嶋庄吾を参照。
イエローキーパー / 黄理谷 真夜（きりたに しんや）
声 - 小野賢章 / 演 - 細川晃弘
イエロー部隊を率いる正一位の隊員。
「黄竜ヨルムンガンド」をその神具に宿し、弓を黄色の神具としている。
怪人を作り出した張本人。竜神の力を使えるのは6名の「選ばれた人達」だったが、彼らがその力を独占しようとしたため、そのうちの5人を「使って」神具を作った。
グリーンキーパー / 千歳（ちどり）
声 - 鳥海浩輔 / 演 - 佐藤賢一
グリーン部隊を率いる正一位の隊員。
警察のデータベースによると、過去に逮捕歴があるが、不自然にデータが欠落しているという謎の人物。大戦隊にすら正体を隠し、情報屋としても活動している。
情報屋の七つ道具を持っている。過去のニュースが網羅されているタブレット「怠惰な賢者（スロース・ブレイン）」、トカゲを模した動く小型カメラ「強欲な目撃者（グリード・アイ）」、ピストル「嫉妬な医者（エンヴィ・メディスン）」、対象物に差し込んで使う移動手段「暴食な間者（グラトニー・ウェイ）」、緑の神具「憤怒な断罪者（ラース・ハンマー）」。
「緑竜ファーブニル」をその神具に宿し、巨大なハンマーを緑の神具としている。
変身前は比較的落ち着いていて気さくな性格であるが、変身すると性格が変わり、テンションが高く騒がしい性格になる。森の奥に一軒家を構えており、妻と小さな娘と暮らしている。
ピンクキーパー / 桜間 世々良（さくらま せせら）
声 - M・A・O / 演 - 林本奈々
ピンク部隊を率いる正一位の隊員。
桜間日々輝の姉。重度のブラコンだが、周りにはそれを隠している。
幼少期は陸上競技をしており、大会記録更新の実績を持つほどの実力を持っていた。しかし、怪人ペルトルラによる宗教施設襲撃事件の際に下半身不随になり、以来車椅子での生活を余儀なくされている。変身時にのみ立つことができる。

### レッド部隊
赤刎 創星
レッド部隊正一位。詳細は#赤刎創星を参照。
朱鷺田 隼（ときた しゅん）
声 - 吉野裕行 / 演 - 関隼汰
レッド部隊正三位。
レッド部隊の正三位。パンダのような化粧をしている高圧的な青年。普段から怪人を見下す発言を繰り返している。
神具を奪いに来た戦闘員Dの擬態を見破るも、反撃を受け敗れ、顔面に重症を負った。
所持している神具レプリカは、ショットガンの形をした「八岐大蛇（やまたのおろち）」。
最終試験で怪人役を務めている。
薔薇木 噴牙（ばらき ふんが）
声 - ロバート・ウォーターマン
レッド部隊従三位。
獅音 海（しおん かい）
声 - 小野友樹
レッド部隊隊員。
兄の陸（声 - 坂泰斗）を幹部と思われる怪人に殺されたため怪人を憎んでいる青年。Dと共にレッド組として最終試験に挑んだ。不合格ではあったものの、ペルトロラの分身体を撃破したため、正隊員に値する戦力とみなされ、特例により追加合格となった。
レッドキーパーより、「危険分子がグリーン部隊に潜り込んだ可能性がある」として調査するよう命を受ける。
緋村 仁（ひむら じん）
声 - 宮瀬尚也
元・レッド部隊従一位。
次期レッドキーパーの座を狙っていた。レッドキーパーの神具の情報を流すなど、裏では悪事を働いている。赤刎とは無色隊員の頃から指導してもらっていた仲だったが、全一位隊員大直会にて、神具が奪われたことを理由にして彼に辞意を提案したところ、怒りを買いその場で殺害された。
小豆 大粒（あずき だいりゅう）
声 - 室元気
元・レッド部隊従一位代理。
マガティア討伐後の全一位隊員大直会にて、お茶をレッドの頭に溢してしまい、怒りを買いその場で殺害された。
梅沢 松竹（うめざわ しょうちく）
声 - 三村優斗
元・レッド部隊従一位代理。
戦保談義にてフワリポンが擬態していたため、それより以前にフワリポンに殺害されていたものと思われる。
紅 倭（べに やまと）
声 - 赤坂柾之
元・レッド部隊正二位。はちまきをまいたスキンヘッドの男。
全日本剣道選手権で優勝した経歴を持つ。
天ノ川中央動物園で起きた怪獣発生事件にて、「申」を担う怪人幹部に殺害された。

### ブルー部隊
蒼馬 圭介
ブルー部隊正一位。詳細は#蒼馬圭介を参照。
長髪の男で、大戦隊の活動の割に合わない給料に対して不満をもち、ブルー部隊を離職している。レッドキーパーから新しいブルーキーパーとして大戦隊に引き戻そうとされるほどの実力者。
藍染 小町（あいぞめ こまち）
声 - 長江里加
ブルー部隊従一位代理。
パイロンの巣にて幹部と交戦中、絶体絶命の所を小熊によって救われる。最終試験で怪人役を務めている。
所持している神具レプリカは、ピストル型の「海坊主（うみぼうず）」。顔のみの姿の大男を召喚する。青の神具もろとも錫切に奪われた。
紺野（こんの）
声 - 斉藤隼一
ブルー部隊正二位。Dたち候補生の教官を務めたアフロヘアの男。
所持している神具レプリカは、「蛭子（ひるこ）」。青の神具もろとも錫切に奪われた。
孔雀（くじゃく）
声 - 玉置仁菜
ブルー部隊従二位。
所持している神具レプリカは、「竜宮乙姫（りゅうぐうおとひめ）」。青の神具もろとも錫切に奪われた。
瑠璃 真太（るり しんた）
ブルー部隊正三位。所持している神具レプリカは、氷を操るメリケンサック型のもの。ブルー部隊の5つの神具レプリカのうち、錫切に奇跡的に奪われなかった1つ。
青嶋にブルー部隊駐屯地・浮遊城支部の指揮を任された。
碧流 亜乱（へきる あらん）
声 - 小野賢章 / 演 - 宮脇優
ブルー部隊従三位。
青嶋にブルー部隊駐屯地・浮遊城支部の指揮を任された。目が隠れるほど前髪が長い。どもるような話し方をし、根暗で無気力な性格をしている。イジメられていた過去をもつ。位階持ちだが、素手での戦闘は弱い。
青嶋より命じられた戦闘員Dの捜索をしていたところ、彼を発見し対峙した。
所持している神具レプリカは、木をいとも簡単に切り倒す鎌を模した「闇御津羽神（くらみつは）」で、粘性の高い溶解液を用いた戦闘スタイルで戦闘員Dと戦った。その後、青の神具もろとも錫切に奪われた。
浦部 永玄（うらべ えいげん）
声 - 山下誠一郎
元・ブルー部隊隊員。
豪邸に住んでいる。日々輝に対してライバル心を燃やす。小熊とは小学生からの友達。小熊と共にブルー組として最終試験に挑んだ。不合格ではあったものの、ペルトロラの分身体を撃破したため、正隊員に値する戦力とみなされ、特例により追加合格となった。
ブルー部隊駐屯地・浮遊城支部の第一陣に選ばれた。
戦保怪戦後、かつて目の当たりにした浮遊城での惨劇に対して「クソみたいな真実を隠したまま子供たちに継がせたくない」という思いから、大戦隊を辞め「新戦隊」に参画した。
青嶋 庄吾（あおじま しょうご）
声 - 井上剛
元・ブルーキーパー / ブルー部隊正一位。対ペルトロラ戦にて殉職した。
同じブルー部隊の藍染には、「口も態度も性格も最悪」と称されている。
輸送中の現金を狙い襲うほどの非行少年だったが、怪人に騙され傷を負った所をレッドキーパーに助けられブルーキーパーの後任を任せられた。対ペルトロラ、怪人D戦にて命を落とした。
誤解されないように、普段は人前で喋らないように小町に釘を刺されていた。
名前を冠した登場回は第47話「青嶋庄吾 18歳」、第48話「青嶋庄吾 18歳②」。
空風（そらかぜ）
元・ブルー部隊隊員。怪人保護協会の怪獣に殺害された。

### イエロー部隊
黄理谷 真夜
イエロー部隊正一位。詳細は#黄理谷真夜を参照。
錫切 夢子（すずきり ゆめこ） / 鈴桐 六子（すずきり むこ）
声 - 矢野優美華 / 演 - まるぴ
イエロー部隊従一位。
戦闘員Dの正体を知っている数少ない人物。大戦隊を壊滅させようと画策しており、脅す形で強引に戦闘員Dを引き入れた。その一環で戦闘員Dに神具を集めさせている。日々輝は彼女のことを「深く関わってはいけない」と称しており、側にいて彼女を監視していた。
最終試験で怪人役を務めている。
所持している神具レプリカは、リモコンの形をした「月読命（つくよみ）」。「巻き戻し」や「一時停止」など時間を操りながら戦闘する。
その正体は「竜の巫女」。竜神の力を使える6名の「選ばれた人達」のうち、5名は神具に「使われて」しまったため、唯一の生き残りになっている。
山吹 茜（やまぶき あかね）
声 - 涼本あきほ
イエロー部隊正二位。
目隠しをした長髪の女性。
茶畑 渚（ちゃばたけ なぎさ）
イエロー部隊正三位。「謎だ。〜〜〜か謎だ」が口癖の小太りの男。
所持している神具レプリカは、金棒の形をした「火雷大神（ほのいかづちのおおかみ）」。
雪野 アンジェリカ（ゆきの アンジェリカ）
声 - 鬼頭明里
イエロー部隊隊員。最初はブルー部隊として配属されていたが、錫切の手引きでイエロー部隊に変更となった。
効率を重んじる少女。口が悪い。来栖と共にイエロー組として最終試験に挑んだ。錫切を「姉様」と呼び慕う。
ウィンディ
イエロー部隊隊員。
新人隊員で瞳が星の形をしている青年。明朗快活な性格。

### グリーン部隊
千歳
グリーン部隊正一位。詳細は#千歳を参照。
翡翠 かのん（ひすい かのん）
声 - 和氣あず未
グリーン部隊従一位。戦闘員Dの正体を知っている数少ない人物。普段からセーラー服を着ているが学校には通っていない。
8歳のころに、家を怪人に襲われ家族を失い、幼馴染・小室さやかの家に引き取られた。候補生の石川宗次郎が公園でたまに慰めてくれていた。
宗次郎に命を救われているが、大戦隊を美化しすぎているとして部隊に入れないようにしている。
公園に現れた不審者（怪人保護協会の男）に暴行をし、最年少の10歳でパイロンの巣に合格・大戦隊に入隊した経緯を持つ。
マスクのように顔面下部にはめて使うレプリカ「保食神（うけもちのかみ）」を所持している。あらゆるものを噛みちぎることができる。
対マガティア戦でDの正体に気が付いたものの、周囲には洗脳されて忘れたことにして隠している。
名前を冠した登場回は第63話「翡翠かのん 8歳」。
桜間 日々輝（さくらま ひびき）
声 - 梶田大嗣、竹下天馬（4歳時） / 演 - 菊池修司
グリーン部隊隊員。ただし、日々輝に扮した戦闘員Dがグリーン部隊に配属されているだけで、本人は大戦隊を離れている。
戦闘員Dの正体を知っている数少ない人物。大戦隊を正そうと目論み、内部告発を試みるほど正義感に溢れている青年。姉にピンクキーパーの桜間世々良をもつ。戦闘員Dと出会った当時は「無色」の隊員だったが、戦闘員Dが彼に扮して試験を突破したため、肩書き上ではグリーン部隊に所属となっている。
幼少期よりドラゴンキーパーに憧れていたが、「野蛮だ」と禁じられる家庭で育つ。やがて父親と母親は怪人ペルトルラの率いる宗教にのめりこんでいき、彼も一時期影響されていた。しかしある日、ペルトルラによる宗教施設襲撃事件の際に両親を殺害され、姉の世々良は足の機能を失った。そこへ助けにきた前任のブルーキーパー（青嶋）に命を救われ、退任後も親代わりとなって育ててもらったことを恩に感じており、彼に憧れて大戦隊に入隊した経緯をもつ。
しかし、あるきっかけで懐疑的な思考を持つようになり、人も怪人も等しく生きられる社会を目指している。戦闘員Dに片腕と自身の存在を犠牲に力を貸し、その姿を消した。
名前を冠した登場回は第11話「桜間日々輝4歳」。
戦保怪戦後に、偽物達を正し世の中を「本当の姿に戻す」ため、新たな組織「新戦隊」を発足させた。
薄久保 天使
元・グリーン部隊隊員。大戦隊に潜入して暗躍していた、怪人保護協会の理事。詳細は#薄久保天使を参照。
常盤 奏（ときわ かなで）
声 - 石上静香
元・グリーン部隊正二位。4年前のマガティア捜索にて殉職した。
4年前に行方不明になったマガティア捜索班のリーダーだった。
腕にはめる盾のような形をした神具レプリカ「大国主神（おおくにぬしのかみ）」を所持していた。建造物を生み出す力をもち、単純に攻撃に使ったり、対象に巻き付けて動きを封じたり、様々な戦闘スタイルがある。
幻の学校に潜入し、幹部マガティアを追い詰めるも、あと一歩のところで若葉に殺害された。
若葉 京助（わかば きょうすけ）
声 - 梶裕貴
元・グリーン部隊隊員。4年前に行方不明になったマガティア捜索班の1人。真面目で優秀な、将来を期待されている隊員だった。対マガティア戦でグリーン部隊は限界を迎えており、リーダー・常盤に撤退を申し出るも、諦めないその姿勢を見て「無謀な戦いを続ける者こそが真の悪」という考えにたどり着き、その場で常盤を殺害した。
ウロボロスの神隠し事件では、「校長」として、常盤から奪った神具・大国主神を用いて戦った。理想とはかけ離れていた戦隊の現実に絶望し、理想の世界に逃げ込んでいた。翡翠の保食神によって倒される。

### ピンク部隊
桜間 世々良
ピンク部隊正一位。詳細は#桜間世々良を参照。
撫子 益荒男（なでしこ ますらお）
声 - 立木文彦
ピンク部隊の従一位。ムキムキな紳士。
所持している神具レプリカは、「天照大神（あまてらすおおかみ）」。
技名に、思い切りハグして圧死させる「ラブリーハーティーパナケイアハグ」や、ドラゴンガジェットで首を切られようともガードする「胸鎖乳突筋ガード」がある。
萩野 乃愛（はぎの のあ）
声 - 鷲見友美ジェナ
ピンク部隊正三位。焼き肉屋の店主をしており、対マガティア戦後のグリーン部隊をもてなした。
桃江 才加（ももえ さいか）
元・ピンクキーパー / ピンク部隊正一位。自宅で自殺したことになっているが、右京に「怪人は人が生み出した生物である」との情報提供をしたことにより、何者かに殺害された可能性が高い。

### 訓練生
無色部隊の訓練生。試験を突破することによって各部隊にスカウトされ正隊員になる権利を得ることが出来る。
桜間 日々輝
現・グリーン部隊隊員。詳細は#桜間日々輝を参照。
薄久保 天使
元・グリーン部隊隊員。現在は怪人保護協会理事。詳細は#薄久保天使を参照。
獅音 海
現・レッド部隊隊員。詳細は#獅音海を参照。
浦部 永玄
元・ブルー部隊隊員。詳細は#浦部永玄を参照。
雪野 アンジェリカ
元・ブルー部隊隊員→現・イエロー部隊隊員。詳細は#雪野アンジェリカを参照。
明林 恋蓮（あけばやし れんれん）
声 - 黒沢ともよ
アクロバティックな動きが得意で勘が良い少女。七宝と共にピンク組として最終試験に挑んだ。
小熊 蘭丸（こぐま らんまる）
声 - 野津山幸宏
口数が少ない青年。機械いじりが得意。浦部とは小学生からの友達。藍染をペルトロラから守る際に重症を負ってしまった。浦部と共にブルー組として最終試験に挑んだ。
来栖 大和（くるす やまと）
声 - 逢坂良太
モテるために大戦隊を目指すチャラい青年。足が速い。腰抜けな所もあるが最終試験、対ペルトロラ戦では持ち前の足の速さで活躍を見せた。雪野と共にイエロー組として最終試験に挑んだ。
七宝 司（しっぽう つかさ）
声 - 清水優譲
脳筋。何よりも筋肉を信じている。頭は悪い。パワーなら飛び抜けて強く、軽い攻撃なら彼の筋肉の前には無力。明林と共にピンク組として最終試験に挑んだ。
試験を合格したものの、「馬鹿だから」という理由でどの部隊にも引き受けてもらえず、世にも珍しい無色の正隊員となっている。
石川 宗次郎（いしかわ そうじろう）
声 - 濱野大輝
何度か最終試験に挑んだことのある最年長。グリーン組として最終試験に挑んだ。対ペルトロラ戦にて雪野を庇い命を落とした。

### 怪人保護協会
薄久保 薬師（うすくぼ やくし）
声 - 神谷浩史
怪人保護協会代表理事。天使の父。
13年前に起きた、幹部による宗教団体殲滅事件の、怪人教の生き残り。怪人幹部・フワリポン、ペルトロラ、申の幹部と手を組み、人と怪人に平等な権利と尊厳を得ることを求め活動している。怪人保護協会の会員を怪獣に変貌させた。
怪人ユリメリダとの間に、娘・天使を授かる。
薄久保 天使（うすくぼ えんじぇる）
声 - 三上枝織
怪人保護協会理事。元・グリーン部隊隊員。
オッドアイの少女。大戦隊に潜入して暗躍していた、怪人保護協会の理事。人間と怪人のハーフ。
最終試験にて足の怪我を理由に対戦中である石川に棄権を促された際「舐めんな」と発言している。石川と共にグリーン組として最終試験に挑んだ。
パイロンの巣に幹部が侵入した事件では、ペルトロラを手引きしていた。
対マガティア戦では洗脳されており、その時の記憶がない。
天ノ川中央動物園の怪獣事件を機に、大戦隊を辞めた。
右京 楓（うきょう かえで）
声 - 中臣真菜
怪人保護協会理事。新聞記者をするショートカットの女性。
学生時代は生徒会長で、不良生徒を取り締まる真面目な生徒だった。左山とは高校時代からの知り合い。
戦保怪戦では、怪人化剤を打つことで既に死んでいる「寅」の怪人幹部・アンデレガに変身した。。神具「天之冬衣神（あまのふゆきぬのかみ）」を使い、氷を用いた攻撃をする。
天ノ川新聞で新聞記者として働いており、大戦隊の闇を追求し「怪人は人が生み出した生物である」という事実にたどり着いたものの、記事はもみ消され、無公表に終わった。その後記者を辞め、独自に追及を続けるが、ヤクザに性的暴行をされ、あげく情報源であった初代ピンクキーパーの桃江才加も殺害され、絶望する。そこへ助けに来たのが左山であった。
名前を冠した登場回は第94話「右京楓18歳 左山十字16歳」。
左山 十字（さざん じゅうじ）
声 - 小泉達哉
怪人保護協会理事。眼鏡をかけたマッシュヘアの男。
高校時代は弱気でいじめられていたが、右京に助けてもらっていた。
戦保怪戦では、怪人化剤を打つことで既に死んでいる「巳」の怪人幹部・マガティアに変身した。Dらを再び幻術の世界に閉じ込めた。
名前を冠した登場回は第94話「右京楓18歳 左山十字16歳」。
橙代 大介（だいだい だいすけ）
声 - 長嵜一帆
怪人保護協会理事。元・イエロー部隊正二位。
かつてイエロー部隊の極秘実験に深く関わっていた。神具レプリカver.2.0の製作者で、その技術を持ち逃げし、怪人保護協会でそれを使っている。怪人保護協会では錫切のクローンを大量に作って実験していたが、錫切によって瀕死にさせられる。その後、怪人化剤を打つことで既に死んでいる幹部に変身した。
立花 音呼（たちばな いんこ）
声 - 水森ちこ
怪人保護協会理事。天ノ川中央動物園で飼育員として働いていた、太った女性。
戦保怪戦では、怪人化剤を打つことで既に死んでいる「？」の怪人幹部・トドマスクに変身した。神具「火之夜藝速男神（ひのやぎはやをのかみ）」を使い、速度変更が可能な火の玉を用いた攻撃をする。
チャコブル
怪人保護協会理事。「申」を担う怪人幹部。
普段はリーゼントの男・騎偉寿として瑠憂那（ヤケコカブ）と共に人間社会に溶け込んでいた。
詳細は#チャコブルを参照。
ヤケコカブ
怪人保護協会理事。「卯」を担う怪人幹部。
普段は活発な天然女子・瑠憂那として騎偉寿（チャコブル）と共に人間社会に溶け込んでいた。
詳細は#ヤケコカブを参照。
XX
怪人保護協会理事。浮遊城に残留せず、幹部がやられた後も徹底抗戦を続ける誇り高き怪人少女。
詳細は#XXを参照。

### 新戦隊
桜間 日々輝
元・大戦隊の無色隊員。戦保怪戦後、偽物達を正し、世の中を「本当の姿に戻す」ため、組織を発足。
詳細は#桜間日々輝を参照。
七宝 司
元・大戦隊の無色隊員。「ドラゴンキーパーになる」ため、組織に参画。
詳細は#七宝司を参照。
騎偉寿
元・怪人保護協会理事。その正体は「申」を担う怪人幹部「チャコブル」。リーゼントの男。
新たな隠れ蓑として新戦隊に参画。
詳細は#チャコブルを参照。
瑠憂那
元・怪人保護協会理事。その正体は「卯」を担う怪人幹部「ヤケコカブ」。活発な天然女子。
新たな隠れ蓑として新戦隊に参画。
詳細はを#ヤケコカブ参照。
左山 十字
元・怪人保護協会理事。眼鏡をかけたマッシュヘアの男。
詳細は#左山十字を参照。
浦部 永玄
元・大戦隊のブルー部隊隊員。「クソみたいな真実を隠したまま子供たちに継がせたくない」ため、組織に参画。
詳細は#浦部永玄を参照。
紅薊（べにあざみ）
元・大戦隊のレッド部隊従二位。
赤刎 創星
元・大戦隊のレッドキーパー。戦保怪戦後、黒子に消されかけたが一命を取り留める。
記憶を取り戻すため、何か事情を知っていそうな新戦隊に潜入。
詳細は#赤刎創星を参照。

### その他
我藤 嶺（がとう みね）
声 - 白熊寛嗣
グリーン部隊が「ウロボロス」で出会った屈強な男。顔面に大きな「龍」の入れ墨がある。
マガティアが生み出した幻覚では「先生」としてDたちに接していた。第一線で活躍していた軍人だったが、戦場に疲れて弱者の集まりの桃源郷・ウロボロスに逃げ込んだ。若葉のことを「ボス」と慕っていたが、暴走するのを見て協力するようグリーン部隊に要請し、一時休戦し、共闘する。
若い頃の記憶が薄れていたため、マガティアによる洗脳は受けなかった。「マガティアが作る世界こそが子供たちが傷つくことのない最善の世界」と信じて、自らの意志で怪人の手先となり、生徒たちを幽閉していた。
事件解決後、西木と村上に逮捕される。
西木 有（にしき ゆう）
声 - 石田彰
グリーン部隊が「ウロボロス」で出会った少年。ウロボロスが化けていた。
大地 ロミオ（おおじ ロミオ）
「ウロボロス」の学級長。姫路百合とは恋人関係にあった。
姫路 百合（ひめじ ゆり）
「ウロボロス」の生徒。大地ロミオとは恋人関係にあったが、校舎から飛び降り自殺した。
怪人保護協会によって「怪獣」になり、桜間・騎偉寿・瑠憂那を襲った。
西木 正志（にしき まさし）
声 - 森田成一
警視庁捜査一課。神隠し事件の捜査中に、マガティアの作り出した幻の学校に巻き込まれた。年間100本のアニメを試聴している。
失踪した弟・有を探すために半年間神隠しの調査をしていた。
村上 重信（むらかみ しげのぶ）
声 - いとうさとる
警視庁捜査一課。神隠し事件の捜査中に、マガティアの作り出した幻の学校に巻き込まれた。ロールは「教師」。

## 作風
担当編集者の川窪慎太郎によると、作者の春場の前作と異なり、「新しいことにチャレンジし」て「今までとは一風変わったもの」が制作されている。春場の「持ち前の絵のうまさと女の子のかわいさ」だけではなく、「エンタメの中で“正義とは何か”というテーマ」に挑戦し、描かれている。

## 書誌情報
- 春場ねぎ『戦隊大失格』 講談社〈講談社コミックス〉、既刊19巻（2025年8月12日現在）
  1. 2021年4月16日発売[24][25]、ISBN 978-4-06-522984-2
  2. 2021年6月17日発売[26]、ISBN 978-4-06-523575-1
  3. 2021年9月17日発売[27]、ISBN 978-4-06-524852-2
  4. 2022年2月17日発売[28]、ISBN 978-4-06-525997-9
  5. 2022年4月15日発売[29]、ISBN 978-4-06-527529-0
  6. 2022年7月15日発売[30]、ISBN 978-4-06-528429-2
  7. 2022年10月17日発売[31]、ISBN 978-4-06-529432-1
  8. 2022年12月16日発売[32]、ISBN 978-4-06-529941-8
  9. 2023年3月16日発売[33]、ISBN 978-4-06-530920-9
  10. 2023年6月15日発売[34]、ISBN 978-4-06-531890-4
  11. 2023年9月14日発売[35]、ISBN 978-4-06-532887-3
  12. 2023年11月16日発売[36]、ISBN 978-4-06-533515-4
  13. 2024年2月16日発売[37]、ISBN 978-4-06-534553-5
  14. 2024年5月16日発売[38]、ISBN 978-4-06-534553-5
  15. 2024年7月17日発売[39]、ISBN 978-4-06-536156-6
  16. 2024年10月17日発売[40]、ISBN 978-4-06-537051-3
  17. 2025年1月17日発売[41]、ISBN 978-4-06-538056-7
  18. 2025年4月16日発売[42]、ISBN 978-4-06-539044-3
  19. 2025年8月12日発売[43]、ISBN 978-4-06-540002-9

## テレビアニメ
1st seasonは2024年4月から6月までTBS系列ほかにて放送された。監督は過去に『百獣戦隊ガオレンジャー』『忍風戦隊ハリケンジャー』『爆竜戦隊アバレンジャー』『非公認戦隊アキバレンジャー』などのキャラクターデザインを手掛けたさとうけいいち。さとうは「まだバックボーンが明かされていないキャラクターもいるものの、ドラゴンキーパーはいずれもその個性が絵に現れている」と思い、「このキャラにはこの方の声とお芝居が一番マッチするはず」と考えて声優を選んでいる。
2nd seasonは2025年4月から6月までCBCテレビ・TBS系列『アガルアニメ』枠ほかにて放送された。

### スタッフ
|                                     | 1st season                   | 2nd season                   |
| ----------------------------------- | ---------------------------- | ---------------------------- |
| 原作                                | 春場ねぎ                     | 春場ねぎ                     |
| 監督・音響監督                      | さとうけいいち               | さとうけいいち               |
| 副監督                              | いがりたかし                 | いがりたかし                 |
| シリーズ構成                        | 大知慶一郎                   | 大知慶一郎                   |
| キャラクターデザイン                | 古関果歩子                   | 古関果歩子                   |
| メカデザイン・ クリーチャーデザイン | 明貴美加                     | 明貴美加                     |
| メカデザイン・ クリーチャーデザイン | N/A                          | 安藤賢司                     |
| アニメーション スーパーバイザー     | 羽山賢二                     | 羽山賢二                     |
| エフェクト・ アクション作画監督     | 酒井智史                     | 酒井智史                     |
| プロップデザイン                    | 中島政興                     | 中島政興                     |
| 美術監督                            | 権瓶岳斗                     | 権瓶岳斗                     |
| 美術設定                            | 林竜太                       | 林竜太                       |
| 美術設定                            | 渡邉匡城                     | N/A                          |
| 色彩設計                            | 近藤直登                     | 近藤直登                     |
| 3DCGディレクター                    | 竹内晋作                     | 竹内晋作                     |
| 3DCGディレクター                    | 千葉高雪                     | N/A                          |
| 撮影監督                            | 久保田淳                     | 久保田淳                     |
| 撮影監督                            | N/A                          | 向云飛                       |
| 編集                                | 奥田浩史、髙橋貴也           | 奥田浩史、髙橋貴也           |
| 音響効果                            | 倉橋裕宗                     | 倉橋裕宗                     |
| 音響制作                            | ダックスプロダクション       | ダックスプロダクション       |
| 音楽                                | 池頼広                       | 池頼広                       |
| 音楽制作                            | 松竹音楽出版                 | 松竹音楽出版                 |
| 音楽プロデューサー                  | 高石真美                     | 高石真美                     |
| プロデューサー                      | 奥永祥正、秋田規行、鈴木祐治 | 奥永祥正、秋田規行、鈴木祐治 |
| プロデューサー                      | 伊藤將彦                     | 比嘉麻衣子、市川湧           |
| アニメーション プロデューサー       | 石田貴久                     | 石田貴久                     |
| アニメーション制作                  | Yostar Pictures              | Yostar Pictures              |
| 製作                                | 「戦隊大失格」製作委員会     | 「戦隊大失格」製作委員会     |

### 主題歌
「次回予告」
キタニタツヤによる1st seasonのオープニングテーマ。作詞・作曲・編曲はキタニタツヤ。
「正解はいらない」
ナナヲアカリによる1st seasonのエンディングテーマ。作詞はNeruとナナヲアカリ、作曲・編曲はNeru。第2話から演奏される。
「マジで世界変えちゃう5秒前」
ORANGE RANGEによる2nd seasonのオープニングテーマ。作詞・作曲・編曲はORANGE RANGE。
「正偽」
梟noteによる2nd seasonのエンディングテーマ。作詞・作曲は梟note、編曲は100回嘔吐。

### 各話リスト
| 話数       | サブタイトル                              | 脚本         | 絵コンテ                                  | 演出                             | 作画監督 | 総作画監督                                         | 初放送日       |            |            |            |            |            |            |            |            |            |            |            |            |            |            |            |            |            |
| 1st season | 1st season                                | 1st season   | 1st season                                | 1st season                       | 1st season | 1st season                                         | 1st season     | 1st season | 1st season | 1st season | 1st season | 1st season | 1st season | 1st season | 1st season | 1st season | 1st season | 1st season | 1st season | 1st season | 1st season | 1st season | 1st season | 1st season |
| ---------- | ----------------------------------------- | ------------ | ----------------------------------------- | -------------------------------- | --- | -------------------------------------------------- | -------------- | ---------- | ---------- | ---------- | ---------- | ---------- | ---------- | ---------- | ---------- | ---------- | ---------- | ---------- | ---------- | ---------- | ---------- | ---------- | ---------- | ---------- |
| 第1話      | 俺たち正義さ！ 竜神戦隊ドラゴンキーパー！ | 大知慶一郎   | さとうけいいち いがりたかし               | 金子貴弘                         | 髙田晃 徳田拓也 櫻井祐哉 磯野智 竹本未希 酒井智史 | 古関果歩子 中武学                                  | 2024年 4月7日  |            |            |            |            |            |            |            |            |            |            |            |            |            |            |            |            |            |
| 第2話      | 進め！ 戦闘員D!                           | 大知慶一郎   | さとうけいいち 髙橋福大郎                 | 髙橋福大郎                       | 所沢東 戸田さやか 濱中章太郎 小林史緒里 | 中武学                                             | 4月14日        |            |            |            |            |            |            |            |            |            |            |            |            |            |            |            |            |            |
| 第3話      | いつか、悪の花は咲くだろう                | 大知慶一郎   | さとうけいいち 鈴木清崇                   | 後藤康徳                         | 本多恵美 大嶋由葵 後藤圭佑 竹本未希 | 古関果歩子                                         | 4月21日        |            |            |            |            |            |            |            |            |            |            |            |            |            |            |            |            |            |
| 第4話      | 愛のソルジャー日々輝！                    | 荒川稔久     | 片山一良 さとうけいいち                   | いがりたかし                     | 濱中章太郎 徳田拓也 伊藤嘉之 所沢東 竹本未希 中智あすか 片山一良 | 中武学 古関果歩子                                  | 4月28日        |            |            |            |            |            |            |            |            |            |            |            |            |            |            |            |            |            |
| 第5話      | いま、大戦隊のなかで                      | 大知慶一郎   | さとうけいいち 金子貴弘                   | 金子貴弘                         | 吉田龍一朗 濱中章太郎 櫻井祐哉 大野勉 羽野広範 石原恵治 清水拓磨 | 古関果歩子                                         | 5月12日        |            |            |            |            |            |            |            |            |            |            |            |            |            |            |            |            |            |
| 第6話      | 1たす2たす散々だ！                        | ハラダサヤカ | 寺岡巌 さとうけいいち                     | 髙橋福大郎                       | 戸沢東 伊藤嘉之 迫江沙羅 飯飼一幸 竹本美希 𠮷田肇 外山陽介 | 中武学                                             | 5月19日        |            |            |            |            |            |            |            |            |            |            |            |            |            |            |            |            |            |
| 第7話      | ジグザグ最終試験ロード！                  | 大知慶一郎   | 片山一良 さとうけいいち                   | 小野歩                           | 羽山賢二 櫻井祐哉 戸沢東 濱中章太郎 竹本未希 八幡紗季 マブス グレーン STUDIO MASSKET 星月 | 古関果歩子                                         | 5月26日        |            |            |            |            |            |            |            |            |            |            |            |            |            |            |            |            |            |
| 第8話      | 訓練生、吼えろ！                          | 荒川稔久     | 片山一良 さとうけいいち                   | 金子貴弘 野木森達哉              | 戸沢東 石原恵治 小澤円 山口光紀 稲留和美 萩原旭 大野勉 長谷川文香 STUDIO MASSKET 星月 グレーン | 中武学                                             | 6月2日         |            |            |            |            |            |            |            |            |            |            |            |            |            |            |            |            |            |
| 第9話      | バトル！フィーバー！D!                    | 大知慶一郎   | 竹内浩志 さとうけいいち                   | 竹内浩志                         | 濱中章太郎 戸田さやか 羽山賢二 櫻井祐哉 伊藤嘉之 萩原旭 下江侑子 竹本未希 小澤円 戸沢東 STUDIO MASSKET 星月 | 古関果歩子                                         | 6月9日         |            |            |            |            |            |            |            |            |            |            |            |            |            |            |            |            |            |
| 第10話     | 全力全開！ ブルーキーパー！               | ハラダサヤカ | 横内一樹 さとうけいいち                   | 横内一樹                         | 戸沢東 石原恵治 山口光紀 海堂ヒロユキ 小林史緒里 吉田龍一朗 櫻井祐哉 大野勉 星月 グレーン STUDIO MASSKET | 中武学 古関果歩子                                  | 6月16日        |            |            |            |            |            |            |            |            |            |            |            |            |            |            |            |            |            |
| 第11話     | 挑戦者 ON THE ROAD!                       | 荒川稔久     | 片山一良 さとうけいいち                   | 吉川志我津 髙橋福大郎            | 大橋実 あおきまほ 伊藤嘉之 濱中章太郎 戸田さやか 萩原旭 竹本未希 | 古関果歩子                                         | 6月23日        |            |            |            |            |            |            |            |            |            |            |            |            |            |            |            |            |            |
| 第12話     | NEVER STOP D!                             | 大知慶一郎   | 竹内浩志 片山一良 横内一樹 さとうけいいち | いがりたかし 金子貴弘            | 柳沢まさひで 小澤円 海堂ヒロユキ 小林史緒里 櫻井祐哉 山本浩憲 吉田龍一朗 伊藤嘉之 戸沢東 濱中章太郎 戸田さやか 山口光紀 五月女妃苗 永田有香 高田小知代 岡本圭一郎 木下由美子 佐藤道雄 石原恵治 ラプラス・アニメーション 七霊石作画部 | 古関果歩子 羽山賢二 中武学                         | 6月30日        |            |            |            |            |            |            |            |            |            |            |            |            |            |            |            |            |            |
| 2nd season |                                           |              |                                           |                                  | |                                                    |                |            |            |            |            |            |            |            |            |            |            |            |            |            |            |            |            |            |
| 第13話     | 見よ！ ドラゴンキーパー！                 | 大知慶一郎   | 片山一良 さとうけいいち                   | 吉川志我津                       | 小澤円 濱中章太郎 海堂ひろゆき 小林史緒里 度會竜司 山口光紀 戸沢東 伊藤嘉之 | 中武学 古関果歩子 石原恵治                         | 2025年 4月13日 |            |            |            |            |            |            |            |            |            |            |            |            |            |            |            |            |            |
| 第14話     | この学園を この時を                       | 大知慶一郎   | 片山一良 さとうけいいち                   | 中釜勇亮                         | 橋本貴吉 河本美代子 平田賢一 重松晋一 岡本圭一郎 EN.studio | 中武学 古関果歩子 石原恵治                         | 4月20日        |            |            |            |            |            |            |            |            |            |            |            |            |            |            |            |            |            |
| 第15話     | ちぎれた記憶                              | 大知慶一郎   | 金子貴弘 さとうけいいち                   | 金子貴弘                         | Won Chang hee Joung Eun joung Oh Eun soo Won Eun sook Lim Keun soo Kim Yoon jung | 中武学 古関果歩子 石原恵治                         | 4月27日        |            |            |            |            |            |            |            |            |            |            |            |            |            |            |            |            |            |
| 第16話     | 夢をかなえて大戦隊                        | 荒川稔久     | 髙橋福大郎 さとうけいいち                 | 髙橋福大郎                       | 小林史緒里 吉田龍一郎 海堂ヒロユキ 山口光紀 閔賢叔 安孝貞 グレーン | 中武学 古関果歩子 石原恵治                         | 5月4日         |            |            |            |            |            |            |            |            |            |            |            |            |            |            |            |            |            |
| 第17話     | グリーン降臨 〜マジ強フォース〜           | ハラダサヤカ | 片山一良 さとうけいいち                   | 中釜勇亮                         | 小澤円 濱中章太郎 海堂ヒロユキ 小林史緒里 吉田龍一郎 山口光紀 戸澤東 伊藤嘉之 戸田さやか さとうけいいち | 中武学 古関果歩子 石原恵治                         | 5月11日        |            |            |            |            |            |            |            |            |            |            |            |            |            |            |            |            |            |
| 第18話     | 五里霧中 真剣か……                         | 大知慶一郎   | 古川志我津 さとうけいいち                 | 古川志我津                       | 斉藤健吾 戸澤東 濱中章太郎 伊藤嘉之 魏旭龍 杜衛峰 陈家兴 李绍川 曾山 ジャンハンビョル チョジョンファ さとうけいいち 羽山賢二 | 中武学 古関果歩子 石原恵治                         | 5月18日        |            |            |            |            |            |            |            |            |            |            |            |            |            |            |            |            |            |
| 第19話     | We are the KHK 〜我ら怪人保護協会〜       | ハラダサヤカ | 竹内浩志 さとうけいいち                   | 金子貴弘                         | Youn Hi young Kim Yoon jung Kim Hye jeong Kwon Oh sik Joung Eun joung Lim Sou kyoung | 古関果歩子 中武学 石原恵治 羽山賢二                | 5月25日        |            |            |            |            |            |            |            |            |            |            |            |            |            |            |            |            |            |
| 第20話     | みんな集まれ！ 怪人じゃ                   | 荒川稔久     | 増田敏彦 さとうけいいち                   | 髙橋福大郎                       | 戸澤東 吉田龍一郎 伊藤嘉之 鳥山冬美 海堂ヒロユキ 小林史緒里 夜 さとうけいいち 羽山賢二 STUDIO MASSKET 無錫七彩動画 | 古関果歩子 中武学 石原恵治                         | 6月1日         |            |            |            |            |            |            |            |            |            |            |            |            |            |            |            |            |            |
| 第21話     | 戦闘員D参上！                             | 大知慶一郎   | 海野明 さとうけいいち                     | 池野昭二                         | 小澤円 濱中章太郎 戸田さやか 山口光紀 さとうけいいち 羽山賢二 EN.studio LO Studio STUDIO MASSKET | 古関果歩子 中武学 石原恵治                         | 6月8日         |            |            |            |            |            |            |            |            |            |            |            |            |            |            |            |            |            |
| 第22話     | キズナ 〜日々輝と世々良〜                 | 荒川稔久     | 増田敏彦 さとうけいいち                   | 中釜勇亮 古川志我津              | 倉島みなみ 夜 出口敦也 ヴァレンティオ クリスナンダ 度會竜司 海堂ヒロユキ 小林史緒里 戸澤東 鳥山冬美 大場絵理 伊藤嘉之 羽山賢二 松崎いずみ                                                                                            | 古関果歩子 中武学 石原恵治                         | 6月15日        |            |            |            |            |            |            |            |            |            |            |            |            |            |            |            |            |            |
| 第23話     | ドラゴンキーパーVSデスメシア              | 大知慶一郎   | 片山一良 さとうけいいち                   | 西島圭祐                         | 斉藤健吾 松崎いずみ 濱中章太郎 ヴァレンティオ クリスナンダ 倉島みなみ 戸田さやか 戸澤東 さとうけいいち Lee Beom-jin An Yun-ju 楊婷婷 姚逺 李文龍 孫一銘 姜姜 郭婷                                                                    | 古関果歩子 中武学 石原恵治 羽山賢二                | 6月22日        |            |            |            |            |            |            |            |            |            |            |            |            |            |            |            |            |            |
| 第24話     | Dこそオンリーワン                         | 大知慶一郎   | さとうけいいち 海野明                     | 髙橋福大郎 いがりたかし 金子貴弘 | 小澤円 濱中章太郎 海堂ヒロユキ 小林史緒里 吉田龍一郎 吉岡毅 出口敦也 松崎いずみ 倉島みなみ 戸澤東 戸田さやか 夜 ヴァレンティオ クリスナンダ                                                                                          | 古関果歩子 中武学 石原恵治 羽山賢二 さとうけいいち | 6月29日        |            |            |            |            |            |            |            |            |            |            |            |            |            |            |            |            |            |

### 放送局
| 放送期間               | 放送時間           | 放送局                              | 対象地域 | 備考                                 |
| ---------------------- | ------------------ | ----------------------------------- | -------- | ------------------------------------ |
| 2024年4月7日 - 6月30日 | 日曜 16:30 - 17:00 | TBSテレビ（製作参加）ほか系列全28局 | 日本国内 | 字幕放送                             |
| 2024年4月8日 - 7月1日  | 月曜 23:00 - 23:30 | BS11                                | 日本全域 | BS放送 / 『ANIME+』枠                |
| 2024年4月9日 - 7月2日  | 火曜 21:00 - 21:30 | AT-X                                | 日本全域 | CS放送 / 字幕放送 / リピート放送あり |

| 配信開始日   | 配信時間                | 配信サイト | 備考         |
| ------------ | ----------------------- | --- | ------------ |
| 2024年4月7日 | 日曜 17:00 更新         | Disney+ | 見放題配信   |
|              | 日曜 17:00 以降順次更新 | dアニメストア U-NEXT DMM TV Prime Video Lemino J:COM STREAM TELASA milplus Hulu Google Play YouTube HAPPY!動画 ニコニコチャンネル バンダイチャンネル ビデオマーケット | レンタル配信 |

| 放送期間                | 放送時間                     | 放送局                                             | 対象地域 | 備考                                           |
| ----------------------- | ---------------------------- | -------------------------------------------------- | -------- | ---------------------------------------------- |
| 2025年4月13日 - 6月29日 | 日曜 23:30 - 月曜 0:00       | TBSテレビ・CBCテレビ（製作参加） ほかTBS系列全28局 | 日本国内 | 字幕放送 / 連動データ放送 / 『アガルアニメ』枠 |
| 2025年4月15日 - 7月1日  | 火曜 1:00 - 1:30（月曜深夜） | BS11                                               | 日本全域 | BS放送 / 『ANIME+』枠                          |
| 2025年4月16日 - 7月2日  | 水曜 21:30 - 22:00           | AT-X                                               | 日本全域 | CS放送 / 字幕放送 / リピート放送あり           |

| 配信開始日    | 配信時間                           | 配信サイト | 備考         |
| ------------- | ---------------------------------- | --- | ------------ |
| 2025年4月14日 | 月曜 0:00（日曜深夜） 更新         | Disney+ | 見放題配信   |
|               | 月曜 0:00（日曜深夜） 以降順次更新 | dアニメストア U-NEXT DMM TV Prime Video Lemino J:COM STREAM TELASA milplus Hulu Google Play YouTube HAPPY!動画 バンダイチャンネル ビデオマーケット カンテレドーガ FOD music.jp | レンタル配信 |

### BD
| 巻 | 発売日         | 収録話         | 規格品番  |
| -- | -------------- | -------------- | --------- |
| 1  | 2024年8月28日  | 第1話 - 第4話  | SHBR-0735 |
| 2  | 2024年9月25日  | 第5話 - 第8話  | SHBR-0736 |
| 3  | 2024年10月30日 | 第9話 - 第12話 | SHBR-0737 |

| 巻 | 発売日             | 収録話          | 規格品番  |
| -- | ------------------ | --------------- | --------- |
| 4  | 2025年9月24日予定  | 第13話 - 第16話 | SHBR-0770 |
| 5  | 2025年10月29日予定 | 第17話 - 第20話 | SHBR-0771 |
| 6  | 2025年11月26日予定 | 第21話 - 第24話 | SHBR-0772 |

### 受賞歴
- ピクセラ視聴ポイント2024春アニメランキング
  - 第1話：3位（1586pt）[62]

| TBS系列 日曜 16:30 - 17:00                                           | TBS系列 日曜 16:30 - 17:00                         | TBS系列 日曜 16:30 - 17:00                               |
| 前番組                                                               | 番組名                                             | 次番組                                                   |
| -------------------------------------------------------------------- | -------------------------------------------------- | -------------------------------------------------------- |
| 七つの大罪 黙示録の四騎士（第1期） （2023年10月8日 - 2024年3月31日） | 戦隊大失格 (1st season) （2024年4月7日 - 6月30日） | 杖と剣のウィストリア（第1期） （2024年7月7日 - 9月29日） |
| CBCテレビ制作・TBS系列 アガルアニメ                                  |                                                    |                                                          |
| キン肉マン 完璧超人始祖編 (Season 2) - ※CBCテレビ企画協力            | 戦隊大失格 (2nd season)                            | ガチアクタ                                               |

## 舞台
「『戦隊大失格』ザ・ショー」のタイトルで2024年9月11日から16日まで東京ドームシティ シアターGロッソにて上演された。

### スタッフ（舞台）
- 原作 - 春場ねぎ[8]
- 構成・演出 - 久保田悠来[8]
- 脚本 - 毛利亘宏[8]
- アクション - 高橋光[15]
- 振付 - 富田彩[15]
- 衣装 - レインボー造型企画[15]
- 舞台監督 - DDR[15]
- 美術 - 乘峯雅寛[15]
- 主題歌 - 早川博隆[15]
- 舞台音楽 - 関根佑樹[15]
- 照明 - 大波多秀起[15]
- 音響 - 前田規寛[15]
- 映像 - 松澤延拓[15]
- 衣裳 - 雲出三緒[15]
- ヘアメイク - 瀬戸口清香[15]
- 小道具 - 林屋陽二[15]
- 演出助手 - 苅羽悠[15]
- 宣伝美術 - EAST END CREATIVE[15]
- 宣伝協力プロデューサー - 下島裕司[15]
- 主催 - 『戦隊大失格』ザ・ショー製作委員会[15]